# Пожег Ванцаш, Руди
Руди Пожег Ванцаш (словен. Rudi Požeg Vancaš; род. 15 марта 1994, Ново-Место, Словения) — словенский футболист, нападающий клуба «Копер».

## Биография
Руди Пожег родился в Словении, начал свою карьеру в клубе Колпа затем перешёл в клуб «Домжале» в высшей лиге Словении. В январе 2016 перешел в «Целе».
19 ноября 2018 дебютировал за сборную, выйдя на замену в гостевом матче Лиги наций УЕФА с Болгарией.
В 2019 подписал контракт с клубом «Марибор». В январе 2022 года подписал контракт с клубом УПЛ «Черноморец» (Одесса).